# غايد روك (نبراسكا)
غايد روك (بالإنجليزية: Guide Rock, Nebraska)‏ هي بلدة تقع في الولايات المتحدة في مقاطعة وبستر، نبراسكا. يقدر عدد سكانها بـ 225 نسمة ومساحتها 1.29 كم2 وترتفع عن سطح البحر 508 متر.

## التركيبة السكانية
قام مكتب تعداد الولايات المتحدة بتحديد بيانات التركيبة السكانية لغايد روك في تعداد الولايات المتحدة. في ما يلي، التركيبة السكانية حسب تعدادي 2000 و2010.

### تعداد عام 2000
بلغ عدد سكان غايد روك 245 نسمة بحسب تعداد عام 2000، وبلغ عدد الأسر 133 أسرة وعدد العائلات 69 عائلة مقيمة في القرية. في حين سجلت الكثافة السكانية 485.7 نسمة لكل ميل مربع (187.5/كم2). وبلغ عدد الوحدات السكنية 162 وحدة بمتوسط كثافة قدره 321.2 نسمة لكل ميل مربع (124.0/كم2).
وتوزع التركيب العرقي للقرية بنسبة 98.78% من البيض و 1.22% من عرقين مختلطين أو أكثر.
بلغ عدد الأسر 133 أسرة كانت نسبة 15.0% منها لديها أطفال تحت سن الثامنة عشر تعيش معهم، وبلغت نسبة الأزواج القاطنين مع بعضهم البعض 42.1% من أصل المجموع الكلي للأسر، ونسبة 8.3% من الأسر كان لديها معيلات من الإناث دون وجود شريك، وكانت نسبة 47.4% من غير العائلات. تألفت نسبة 43.6% من أصل جميع الأسر من أفراد ونسبة 18.0% كانوا يعيش معهم شخص وحيد يبلغ من العمر 65 عاماً فما فوق. وبلغ متوسط حجم الأسرة المعيشية 2.51، أما متوسط حجم العائلات فبلغ 1.84.
بلغ العمر الوسطي للسكان 47 عاماً. وكانت نسبة 15.1% من القاطنين تحت سن الثامنة عشر، وكانت نسبة 7.3% بين الثامنة عشر والأربعة وعشرون عاماً، ونسبة 24.9% كانت واقعةً في الفئة العمرية ما بين الخامسة والعشرون حتى والأربعة وأربعون عاماً، ونسبة 26.5% كانت ما بين الخامسة والأربعون حتى الرابعة والستون، ونسبة 26.1% كانت ضمن فئة الخامسة والستون عاماً فما فوق. يوجد لكل 100 أنثى 97.6 ذكر، ويوجد لكل 100 أنثى في الثامنة عشر من عمرها فما فوق 98.1 ذكر.
بلغ متوسط دخل الأسرة في القرية 20,250 دولار، أما متوسط دخل العائلة فبلغ 26,500 دولار. وكان متوسط دخل الذكور 22,250 دولار مقابل 18,750 دولار للإناث. وسجل دخل الفرد الخاص بالقرية 18,981 دولار. وكانت نسبة 13.2% من العائلات ونسبة 17.8% من السكان تحت خط الفقر، وكان من هؤلاء نسبة 17.0% تحت سن الثامنة عشر ونسبة 3.8% في الخامسة والستين من العمر وما فوق.

### تعداد عام 2010
بلغ عدد سكان غايد روك 225 نسمة بحسب تعداد عام 2010، وبلغ عدد الأسر 109 أسرة وعدد العائلات 64 عائلة مقيمة في القرية. في حين سجلت الكثافة السكانية 450.0 نسمة لكل ميل مربع (173.7/كم2). وبلغ عدد الوحدات السكنية 150 وحدة بمتوسط كثافة قدره 300.0 لكل ميل مربع (115.8/كم2).
وتوزع التركيب العرقي للقرية بنسبة 96.0% من البيض و 1.3% من الأمريكيين الأصليين و 2.7% من عرقين مختلطين أو أكثر.
بلغ عدد الأسر 109 أسرة كانت نسبة 22.0% منها لديها أطفال تحت سن الثامنة عشر تعيش معهم، وبلغت نسبة الأزواج القاطنين مع بعضهم البعض 45.9% من أصل المجموع الكلي للأسر، ونسبة 8.3% من الأسر كان لديها معيلات من الإناث دون وجود شريك، بينما كانت نسبة 4.6% من الأسر لديها معيلون من الذكور دون وجود شريكة وكانت نسبة 41.3% من غير العائلات. تألفت نسبة 37.6% من أصل جميع الأسر من أفراد ونسبة 17.4% كانوا يعيش معهم شخص وحيد يبلغ من العمر 65 عاماً فما فوق. وبلغ متوسط حجم الأسرة المعيشية 2.67، أما متوسط حجم العائلات فبلغ 2.06.
بلغ العمر الوسطي للسكان 50.5 عاماً. وكانت نسبة 19.1% من القاطنين تحت سن الثامنة عشر، وكانت نسبة 5.4% بين الثامنة عشر والأربعة وعشرون عاماً، ونسبة 18.6% كانت واقعةً في الفئة العمرية ما بين الخامسة والعشرون حتى والأربعة وأربعون عاماً، ونسبة 32% كانت ما بين الخامسة والأربعون حتى الرابعة والستون، ونسبة 24.9% كانت ضمن فئة الخامسة والستون عاماً فما فوق. وتوزع التركيب الجنسي للسكان بنسبة 52.4% ذكور و47.6% إناث.